# Oranienbaumi kastély
Az oranienbaumi kastély a németországi Dessautól keletre a wörlitzi park közelében található műemlék épület.
A kastély építése 1683-ban kezdődött; II. János György anhalt–dessaui herceg építtette nyárilak gyanánt felesége, Henriette Catharina von Nassau-Oranien számára. Az építéssel az akkor brandenburgi szolgálatban álló holland építészt, Cornelis Ryckwaertet bízták meg. Először egy palota és a lovagi pavilon épült meg egy 28 hektáros barokk kerttel együtt. Egyidejűleg Ryckwaert Oranienbaum városát is átépítette mértani alapokon. A herceg 1693-ban bekövetkezett halála után az oranienbaumi kastélyt átalakították Henriette Catharina hercegnő özvegyi lakhelyévé, a ma is látható háromszárnyas épületté. A termeket drága bőrtapétákkal díszítették. A pincében delfti kerámialapokkal kirakott padlójú nyári ebédlőtermet rendeztek be.
Miután Henriette Catharina 1708-ban elhunyt, az anhalt–dessaui hercegek ritkán, csak vadászatok alkalmával használták a kastélyt. Első ízben III. Lipót Ferenc Frigyes mutatott érdeklődést a kastély iránt, és 1780-ban átalakíttatta a kastélyt és a parkot. Számtalan terem új, kínai császárkori díszítést kapott. A valamikori barokk kertet 1793 és 1797 között angol–kínai stílusúvá alakították át Sir William Chambers elgondolásai alapján, ötemeletes pagodával, vízi úton megközelíthető teaházzal és több ívelt híddal.
1811-ben a kert déli részén megépült a 175 méter hosszú Orangerie, amely Európa legnagyobb ilyen építménye volt és azóta is megszakítás nélkül üzemel citrusfélékből és más ritka fákból álló gyűjteményével.
A második világháború után az NDK 1953-tól a kastélyban helyezte a szász–anhalti tartományi levéltárat illetve Halle járási levéltárát. Csak a német újraegyesítés után költöztették el a levéltárat, és 2003-ban nyílt meg a látogatók számára. A kastély helyreállítási munkái azonban nem fejeződtek be; a látogatható termek egyelőre csak ízelítőt nyújtanak a kastély egykori pompájából.

## Fordítás
- Ez a szócikk részben vagy egészben  a   Schloss Oranienbaum című német Wikipédia-szócikk ezen változatának fordításán alapul.  Az eredeti cikk szerkesztőit annak laptörténete sorolja fel. Ez a jelzés csupán a megfogalmazás eredetét és a szerzői jogokat jelzi, nem szolgál a cikkben szereplő információk forrásmegjelöléseként.